# Uniwersytet w Würzburgu
Uniwersytet w Würzburgu, pełna nazwa: Uniwersytet Juliusza i Maksymiliana w Würzburgu (niem. Julius-Maximilians-Universität Würzburg) – publiczna uczelnia założona w 1402 roku w Würzburgu w Niemczech.
Nazwa uczelni upamiętnia księcia biskupa Juliusza Echtera von Mespelbrunna (który w roku 1582 wznowił jej działanie) oraz króla Maksymiliana I Józefa (który przeprowadził jej sekularyzację na początku XIX wieku).

## Struktura organizacyjna
Uniwersytet ma 10 wydziałów, 56 instytutów i 24 kliniki. Pracuje na nim około 400 profesorów.

### Wydziały
W roku akademickim 2012/13 były to:

- Wydział Teologii Katolickiej
- Wydział Prawa
- Wydział Medycyny
- Wydział Sztuki I
- Wydział Sztuki II
- Wydział Biologii
- Wydział Chemii i Farmacji
- Wydział Matematyki i Informatyki
- Wydział Fizyki i Astronomii
- Wydział Ekonomii.